# Баян
 За музикалния инструмент вижте акордеон.  
Баян I (на латински: Baian I) е аварски каган („ Khân des Khâns“, roi des rois) от 562 до смъртта си през 602 г.

## Управление
През 562 г. той побеждава антите и се придвижва към устието на Дунав. Когато гьоктюрките се разпространяват на Запад, Баян бяга с голяма част от аварите и прабългарите първо в западната част на днешна Украйна.
През 567 г. се съюзява с лангобардите и заедно с тях побеждава гепидите. Когато през 568 г. лангобардите на Албоин настъпват в Италия, той превзема от тях населяваната преди това Панония и цялата Унгарска низина. Покорява гепидите, всички славяни в южноевропейската територия, както и в днешните Бохемия, Моравия и в Словакия. Същата година нахлува в източноримската провинция Далмация. След три години сключва срещу плащане на трибути мирен договор с Източен Рим. За да му увеличат трибутските плащания, той напада с грабежни походи често балканските провинции на Източната Римска империя. Започнатата война на Юстин II през 571 г. против Сасанидското царство (виж Римско-персийски войни) е за него голяма възможност да прави грабежните си походи, поради малкото оставени войски.
През 582 г. превзема Сирмиум, където си прави център на Дунав за нападения на Балканите. През 583 г. делегация на Маврикий с генерал Коментиол e при Баян. През 591 г. Маврикий сключва договор с Персия и връща голяма част от опитните си войски (виж Балкански походи на Маврикий). Баян избягва директна среща с източноримските войски и през 595 г. дори прекъсва обсадата на Сингидунум, когато наближава войска с генерал Приск. Вместо това той напада не много успешно отново Далмация.
Баян се бие успешно с франките и получава трибути от кралица Брунхилда и през 597 г. отново напада Балканските провинции. Получава отново трибутни плащания. Той губи пред Константинопол заради чумна еподемия седем от синовете си. От 599 до 602 г. в битки на собствена територия падат не само много авари и гепиди, а и още трима сина на Баян. Много от частичните племена и завладените народи започват да се бунтуват против Баян.
През 602 г. Баян умира. След него наследниците му успяват да успокоят положението. През 612 г. те водят грабежни походи на Балкана, но те не могат да достигнат славата на „непобедимите“ авари. От 623/624 г. Аварското царство търпи бунтове (славянското въстание на Само) и поражение при Обсадата на Константинопол през 626 г.